# Tamara Wladimirowna Bykowa
Tamara Wladimirowna Bykowa (russisch Тамара Владимировна Быкова, engl. Transkription Tamara Bykova; * 21. Dezember 1958 in Asow) ist eine ehemalige russische Hochspringerin und Olympiadritte.
Tamara Bykowa hatte eine erfolgreiche sportliche Karriere mit drei Weltrekorden. Sie errang zahlreiche Pokale und Medaillen, auch wenn sie gegen ihre größten Gegnerinnen, die Deutsche Ulrike Meyfarth und nach deren Rücktritt die Bulgarin Stefka Kostadinowa, beim direkten Aufeinandertreffen meistens verlor.

## Karriere
Bei den Olympischen Spielen 1980 in Moskau hatte sie ihren ersten großen internationalen Auftritt, war aber in so schlechter Form, dass sie nur die Höhe von 1,88 m übersprang, was lediglich zu einem 9. Platz reichte. 6 Wochen später gewann sie die Sowjetischen Meisterschaften mit einer Höhe von 1,97 m. Beim Weltcup 1981 in Rom waren sie und Meyfarth die einzigen Athleten, die die 1,96 m übersprangen. Dennoch reichte es nur zu einem 2. Platz. Bei den Europameisterschaften 1982 in Athen übersprang Bykowa wieder die 1,97 m, aber wieder blieb sie hinter Meyfarth nur Zweite, da Meyfarth mit einem neuen Weltrekord auch die 2,02 m übersprang. Dann, bei den Halleneuropameisterschaften 1983 in Budapest gelang ihr endlich ein Sprung über 2,03 m, was die Goldmedaille bedeutete und einen neuen Hallenweltrekord. 
Bei den Weltmeisterschaften 1983 in Helsinki waren wieder Ulrike Meyfarth und Tamara Bykowa die letzten Springerinnen im Wettbewerb. Beide hatten die Höhe von 1,99 m übersprungen, aber Bykowa hatte einen Versuch mehr benötigt. Dann übersprang sie 2,01 m, Meyfarth schaffte dieses Mal die Höhe nicht und belegte den 2. Platz. Das nächste Zusammentreffen der beiden fand beim Europacup im Stadion von Crystal Palace in London statt. Dieses Mal legte Meyfarth mit einem neuen Weltrekord über 2,03 m vor und nur wenige Minuten später sprang auch die Russin die gleiche Höhe, jedoch hatte sie einen Versuch mehr benötigt und musste sich mit dem 2. Platz zufriedengeben. Nur vier Tage später trafen die zwei wieder aufeinander, dieses Mal in Pisa. Und wieder waren die zwei die letzten Springerinnen. Dieses Mal aber entschied Bykowa den Endkampf wieder zu ihren Gunsten mit einem neuen Weltrekord von 2,04 m.
1984 sprang Tamara Bykowa in Kiew mit 2,05 m ihren dritten Weltrekord, konnte aber wegen des Olympiaboykotts nicht an den Spielen in Los Angeles teilnehmen.
Bei den Halleneuropameisterschaften 1987 sprang sie 1,94 m und gewann Silber hinter Stefka Kostadinowa. Bei den Hallenweltmeisterschaften 1987 kurz darauf wurde Bykowa Vierte mit 1,94 m, während Kostadinowa mit 2,05 m einen neuen Hallenweltrekord aufstellte. Im Sommer bei den Weltmeisterschaften 1987 sprang Bykowa 2,04 m. Erneut gewann sie Silber, denn Kostadinowa verbesserte den Freiluftweltrekord in diesem Wettkampf auf 2,09 m.
Bei den Olympischen Spielen 1988 in Seoul gewann sie im Hochsprung die Bronzemedaille, hinter der US-Amerikanerin Louise Ritter (Gold) und Stefka Kostadinowa (Silber).
Bei den Hallenweltmeisterschaften 1989 wurde sie erneut die Siegerin Kostadinowa vor Tamara Bykowa, die hier mit 2,00 m zwei Zentimeter weniger sprang als die Bulgarin. Im Sommer wurde sie beim Europacup zum vierten Mal in Folge (1983, 1985, 1987, 1989) Zweite. Beim anschließenden Weltcup wurde sie nach 1981 und 1985 zum dritten Mal Zweite.
Bei den Goodwill Games 1990 gewann sie Silber. Sie wurde aber des Dopings mit Ephedrin überführt, für drei Monate gesperrt und verpasste die Europameisterschaften. Bei den Hallenweltmeisterschaften 1991 war sie wieder dabei. Mit 1,97 m gewann sie ein letztes Mal Silber, dieses Mal hinter der Deutschen Heike Henkel.
Bykowa ist 1,79 m groß und wog zu Wettkampfzeiten 62 kg.

## Persönliche Bestleistungen

### Sowjetunion
- Freiluft: 2,05 m, 22. Juni 1984, Kiew
  - Halle: 2,03 m, 6. März 1983, Budapest

Die übersprungenen 2,05 m waren (sind) nationaler Rekord der Sowjetunion. Von den Nachfolgestaaten übersprangen bislang nur Lassizkene, Slessarenko und Tschitscherowa eine höhere Höhe.
Auch höher als 2,03 Meter in der Halle sprang keine Sportlerin der Sowjetunion. Diese Höhe konnten ebenfalls von den oben genannten drei Russinnen überboten werden.

## Auszeichnungen
- 1983: Weltsportlerin des Jahres (La Gazzetta dello Sport)